# Live and Rare (album de Rage Against the Machine)
Pour les articles homonymes, voir Live and Rare.
Albums de Rage Against the Machine
Evil Empire The Battle of Los Angeles
Live & Rare est une compilation de Rage Against the Machine, elle comporte des inédits et des morceaux joué en live (souvent en version inédite). Cette compilation n'est sortie qu'au Japon le 30 juin 1998.

## Liste des titres
1. Bullet in the Head – 5:44
2. Settle for Nothing – 4:57
3. Bombtrack – 5:55
4. Take the Power Back – 6:13
5. Freedom – 6:00
6. Intro (Black Steel in the Hour of Chaos) – 3:42 (with Chuck D from Public Enemy)
7. Zapata's Blood – 3:49
8. Without a Face – 4:06
9. Hadda Be Playing on the Jukebox – 8:04 (a poem by Allen Ginsberg)
10. Fuck tha Police – 4:09 (N.W.A cover)
11. Darkness – 3:41
12. Clear the Lane – 3:50

## Membres du groupe
- Zack de la Rocha - Chant
- Tom Morello - Guitare
- Tim Commerford - Basse, chœur
- Brad Wilk - Batterie

## Charts
| Year | Single                  | Chart                  | Position |
| ---- | ----------------------- | ---------------------- | -------- |
| 1998 | "The Ghost of Tom Joad" | Modern Rock Tracks     | #34      |
| 1998 | "The Ghost of Tom Joad" | Mainstream Rock Tracks | #35      |